# Natalia Ballester
Natalia Ballester Compañ, también conocida como Natalia Ballester Company, (Valencia) fue una maestra española. Fue una de las primeras concejalas del Ayuntamiento de Murcia, entre 1925 y 1929, durante la Dictadura de Primo de Rivera. 

## Trayectoria
En 1912, Ballester fue designada maestra en propiedad de la Escuela Nacional de Niñas de Simat de Valldigna (Valencia). Más adelante, se trasladó a Murcia, donde ejerció como inspectora de primera enseñanza de la Normal, al menos desde 1921. Posteriormente, en 1923 fue nombrada directora de la Escuela Graduada del Barrio Peral, en Cartagena.
El Estatuto Municipal de 1924, durante la Dictadura de Primo de Rivera, concedía por primera vez en España el derecho de sufragio pasivo para mujeres de más de 25 años que fueran cabeza de familia en municipios de más de 1.000 habitantes. Gracias a esta regulación, en 1925 se convirtió en una de las dos primeras concejalas del municipio, junto con Petra García Reillo, formando parte de la comisión municipal de Instrucción Pública y, más tarde, de la comisión de Cultura Pública. El Viernes Santo del mismo año fue la primera concejala que presidió la procesión de los Salzillos de Murcia.
En 1928, fue teniente de alcalde suplente, firmando una moción para que se mejorasen las escuelas de niñas y se construyesen grupos escolares en el centro de Murcia. Dimitió en 1929 de su cargo político para trasladarse a Valencia, donde de nuevo fue inspectora de primera enseñanza, puesto que ocupó al menos hasta 1945. Ballester sustituyó a Angela Sempere como inspectora jefe, que había sido expulsada por desafecta al Movimiento Nacional, e impulsó la depuración de libros de las bibliotecas de Misiones Pedagógicas de las poblaciones de comarca de Hoya de Buñol-Chiva.

## Reconocimientos
En 2021, Balleter fue incluida en el proyecto titulado Observatorio local: mujeres, territorio y memoria, en el marco de la convocatoria de Reactivos Culturales 2021/22, del Museo de la Ciudad de Murcia, para dar visibilidad a mujeres relevantes del ámbito murciano, en la sección Olvidadas.